# Zofia Trzcińska-Kamińska

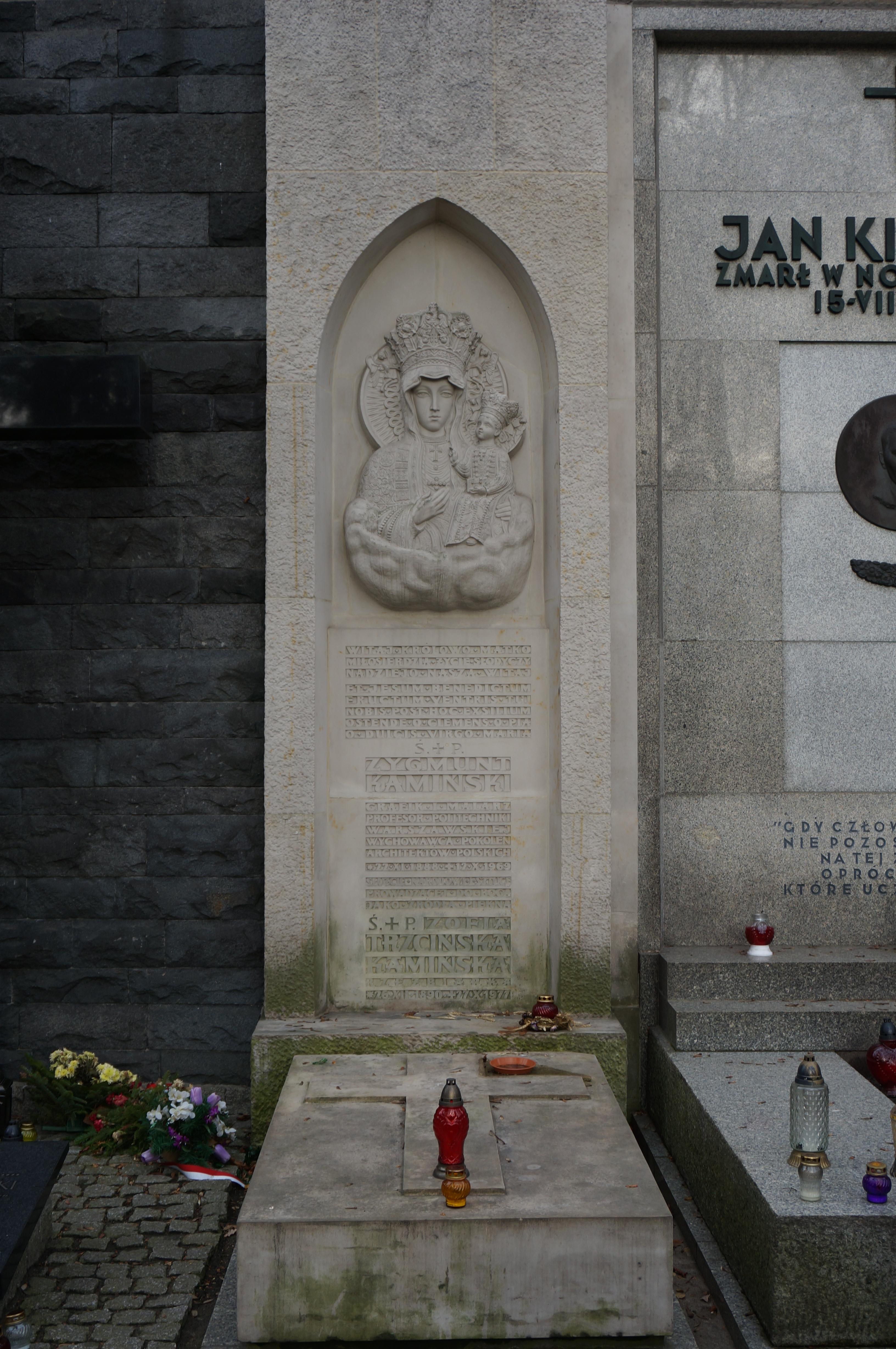
Grób Zofii Trzcińskiej-Kamińskiej na cmentarzu Powązkowskim

Zofia Trzcińska-Kamińska (ur. 26 grudnia 1890 w Wieprzcu, zm. 27 października 1977 w Warszawie) – polska rzeźbiarka i medalierka. Należała do grup „Młoda Sztuka” i „Rytm”.

## Życiorys
Pierwsze lekcje rysunków pobierała w Lublinie, następnie odbyła studia zagraniczne: w Berlinie uczyła się rzeźby pod kierunkiem prof. Levina-Funcke, malarstwa – u Lovisa Corintha, w Paryżu zaś przez rok uczyła się rysunku. W 1909 rozpoczęła naukę w Warszawie w prywatnej pracowni prof. Władysława Ślewińskiego. Tam poznała swojego przyszłego męża Zygmunta Kamińskiego. We wrześniu 1915 zaciągnęła się w Lublinie do II Brygady Legionów Polskich. Jako Zygmunt Tarło przez półtora miesiąca służyła w kawalerii.
Po zakończeniu wojaczki zapisała się do warszawskiej Szkoły Sztuk Pięknych na kurs rzeźby u prof. Edwarda Wittiga. W 1918 wyjechała do Wiednia, gdzie rozpoczęła studia w Kungstgewerbeschule. W 1919 otworzyła własną pracownię na Rynku Starego Miasta w Warszawie. Tu w 1921 powstała wykonana w białym marmurze rzeźba Jutrzenka, która w latach 30. została ustawiona w Łazienkach Królewskich. 
Pierwszą wystawę Zofia Trzcińska-Kamińska zorganizowała w 1922. W 1926 r. wzięła udział w konkursie na pomnik T. Kościuszki w Łodzi
W 1928 wygrała konkurs na pomnik Thomasa Woodrowa Wilsona dla Poznania. Artystka pomnik wykonała, jednak ostatecznie w Parku Wilsona stanął pomnik autorstwa Gutzona Borgluma. W zamian Zofii Trzcińskiej-Kamińskiej zlecono wykonanie pomnika Tadeusza Kościuszki. Pomnik został odsłonięty w 1931. W 1937 wykonała posąg Bolesława Chrobrego dla pawilonu polskiego na Wystawie Powszechnej w Paryżu.
W czasie II wojny światowej współpracowała z Frontem Odrodzenia Polski. W tym okresie wstąpiła do Trzeciego Zakonu Dominikańskiego, przybierając imię Gertruda.
Z twórczości powojennej należy wymienić: tablicę pamiątkową ślubów jasnogórskich Jana Kazimierza w sali rycerskiej klasztoru na Jasnej Górze (1957), pomnik kardynała Augusta Hlonda w archikatedrze św. Jana w Warszawie (1960) oraz figurę św. Józefa w kościele oo. dominikanów na Służewie w Warszawie. Rzeźby artystki można również odnaleźć na cmentarzu Powązkowskim. Najważniejsze to rzeźba umierającego wojownika na grobie Stanisława i Janiny Pruszkowskich oraz płaskorzeźba nad grobem męża.
Zniszczony podczas wojny poznański pomnik Kościuszki został odtworzony przez artystkę wraz z Kazimierzem Bieńkowskim. Odsłonięcie dzieła odbyło się 30 września 1967. Natomiast 14 czerwca 1994 w Parku Wilsona w Poznaniu zostało odsłonięte popiersie Woodrowa Wilsona. Jest to szczęśliwie ocalały pomnik wykonany przez Zofię Trzcińską-Kamińską w 1928.
Została pochowana na cmentarzu Powązkowskim (aleja zasłużonych-1-79).

## Ordery i odznaczenia
- Złoty Krzyż Zasługi (11 listopada 1934)[6]